# أندريه دروموند
أندريه دروموند (بالإنجليزية: Andre Drummond) مواليد 10 أغسطس 1993، هو لاعب كرة سلة أمريكي يلعب مع فريق ديترويت بيستونز في الرابطة الوطنية لكرة السلة ويحمل الرقم 0. يبلغ طوله 6 قدم 11 بوصة (2.1 م).

## فرق لعب لها
- ديترويت بيستونز

## الميداليات
| الميدالية | المسابقة                         |
| --------- | -------------------------------- |
| ذهبية     | بطولة كأس العالم لكرة السلة 2014 |

## روابط خارجية
- أندريه دروموند على موقع الاتحاد الدولي لكرة السلة (الإنجليزية)
- أندريه دروموند على موقع إن بي أي (الإنجليزية)
- أندريه دروموند على موقع سبورتس رفرنس (الإنجليزية)
- أندريه دروموند على موقع كرة السلة الأوروبية.كوم (الإنجليزية)
- أندريه دروموند على موقع DraftExpress.com (الإنجليزية)
- أندريه دروموند على موقع إي إس بي إن.كوم (الإنجليزية)
- أندريه دروموند على موقع كلية كرة السلة في سبورتس رفرنس.كوم (الإنجليزية)
- أندريه دروموند على موقع ريلجم (الإنجليزية)
- أندريه دروموند على موقع بروبوليرز (الإنجليزية)
- أندريه دروموند على موقع سبورتس رفرنس (الإنجليزية)